# Enable
Enable, född 12 februari 2014, är ett engelskt fullblod född i England 2014. Hon ägs av saudiern Khalid Abdullah. Under sin tävlingskarriär tränades hon av John Gosden och reds av Lanfranco Dettori. Hon har bland annat segrat i Prix de l'Arc de Triomphe (2017, 2018) och Epsom Oaks (2017).

## Bakgrund
Enable är ett brunt sto, uppfödd i England av Juddmonte Farms som ägs av hennes ägare Khalid Abdullah. Hon har en stor vit stjärn och en smal oregelbunden bläs. Hon har en vit strumpa på vänster bakben, och oregelbundna vita kronor på framfötterna. Hon sattes i träning hos John Gosden i Newmarket i Suffolk.
Enable är från hingsten Nathaniels första kull. Nathaniel segrade bland annat i King George VI and Queen Elizabeth Stakes (2011) och i Eclipse Stakes (2012). Enables mamma Concentric har segrat i flertal stora löp i Frankrike, och varit tvåa i Prix de Flore. Hon är även helsyster till mamman till Flintshire.

## Karriär

Juddmonte Farms ägardress.

Enable tävlade mellan 2016 och 2020, och sprang totalt in 10 724 320 pund på 19 starter, varav 15 förstaplatser, två andraplatser och en tredjeplats. Hon var endast varit sämre än trea en gång i löp.

### 2016: Tvååringssäsongen
Enable gjorde sitt enda framträdande som tvååring i ett maidenlopp över en mile på den syntetiska tapetabanan vid Newcastle Racecourse. Loppet reds den 28 november 2016 och Enable startade som favorit i ett fält med nio hästar. Han reds då av Robert Havlin, och segrade med nästan 4 längder.

### 2017: Treåringssäsongen
Enable började sin andra säsong i ett mindre insatslopp över tio furlongs på Newbury Racecourse den 21 april 2017, då hon reds av jockeyn William Buick. I löpet slutade hon på tredje plats, efter stallkamraten Shutter Speed och Raheen House. Frankie Dettori tog över ridandet inför starten i Cheshire Oaks över elva och en halv furlongs vid Chester Racecourse den 10 maj 2017. I löpet så låg Enable länge på andra plats, men tog sedan ledningen och segrade med en och tre kvarts längd.

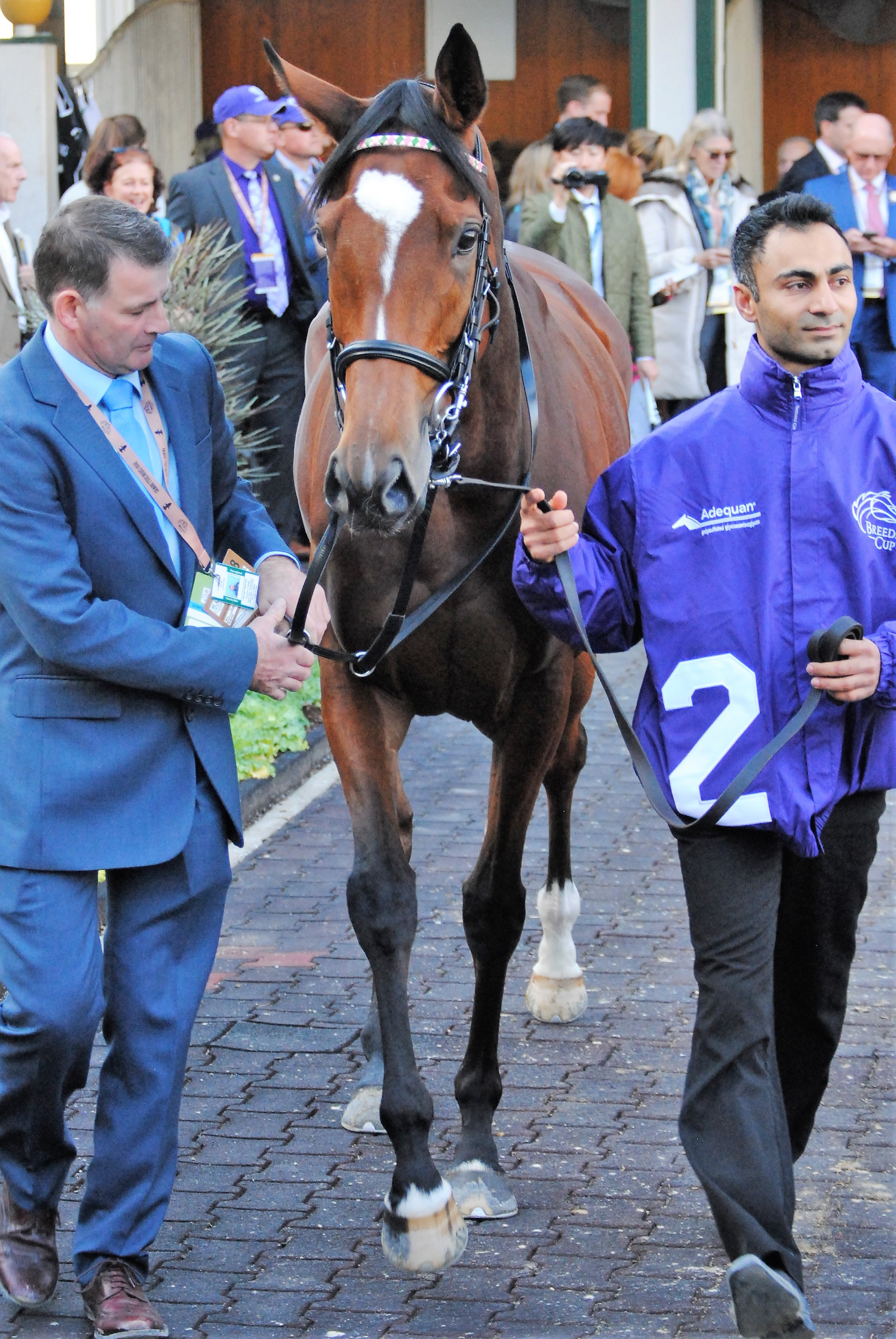
Enable på Churchill Downs, 2018.

Den 2 juni 2017 var Enable en av nio hästar att rida Oaks Stakes på Epsom Racecourse. Löpet reds i kraftigt regn och ett åskväder drabbade banan strax före start. Den irländska hästen Rhododendron, riden av Ryan Moore blev favoritspelad och ledde löpet länge, men i slutskedet drog Enable ifrån och segrade med fem längder.
Nästa start blev i Irish Oaks på Curragh Racecourse den 15 juli 2017. Även här reds hon av Dettori, som precis kommit tillbaka efter en armskada. I löpet blev hon favoritspelad framför stallkamraten Coronet. I löpet segrade Enable med hela fem och en halv längd.
Mindre än två veckor efter segern i Irish Oaks, matchades Enable och Dettori mot äldre hästar samt hingstar i King George VI and Queen Elizabeth Stakes på Ascot Racecourse. Även här startade hon som favorit, och låg två under en stor del av löpet. På upploppet reds Enable till seger, och segrade med flera längder ner till tvåan Ulysses. Efter loppet sa tränare John Gosden att framtida mål är Yorkshire Oaks samt Prix de l'Arc de Triomphe.
Enable gjorde sin nästa start i Yorkshire Oaks på York Racecourse den 24 augusti. Hon räknades nu som en av kullens bästa hästar och blev även här favoritspelad framför bland andra Queen's Trust, Nezwaah, Coronet och Alluringly. I löpet tog hon ledningen från start och släppte aldrig någon förbi sig. Hon segrade med fem längder före Coronet. Efter loppet sa Gosden att det var det bästa sto han någonsin tränat.
Den 1 oktober startade Enable i ett av Frankrikes och Europas största löp, Prix de l'Arc de Triomphe på Hippodrome de Chantilly. Eftersom hon inte hört till de ordinarie anmälda till loppet, behövde ägaren betala in en insats på 120 000 euro för att hon skulle få starta i löpet. I löpet låg hon länge på tredje plats, men på upploppet övertog hon ledningen och segrade med två och en halv längd framför Cloth of Stars.
Den 16 november 2017 utsågs hon till Champion Three-year-old Filly och Horse of the Year vid Cartier Racing Awards. I 2017 World's Best Racehorse Rankings rankades Enable som den femte bästa hästen i världen, och det bästa treåriga stoet.

### 2018: Fyraåringssäsongen
I maj 2018 tillkännagavs att Enable hade drabbats av en skada, och inte kunde börja tävla som fyraåring förrän tidigast augusti. Den 6 september 2018 gjorde Enable sin sena säsongsdebut i september Stakes på den syntetiska polytrackbanan på Kempton Park Racecourse, där hon segrade med 3,5 längd före Crystal Ocean. Efter tävlingen sa Gosden att hon endast var i 80% form, och att hon älskar att tävla.

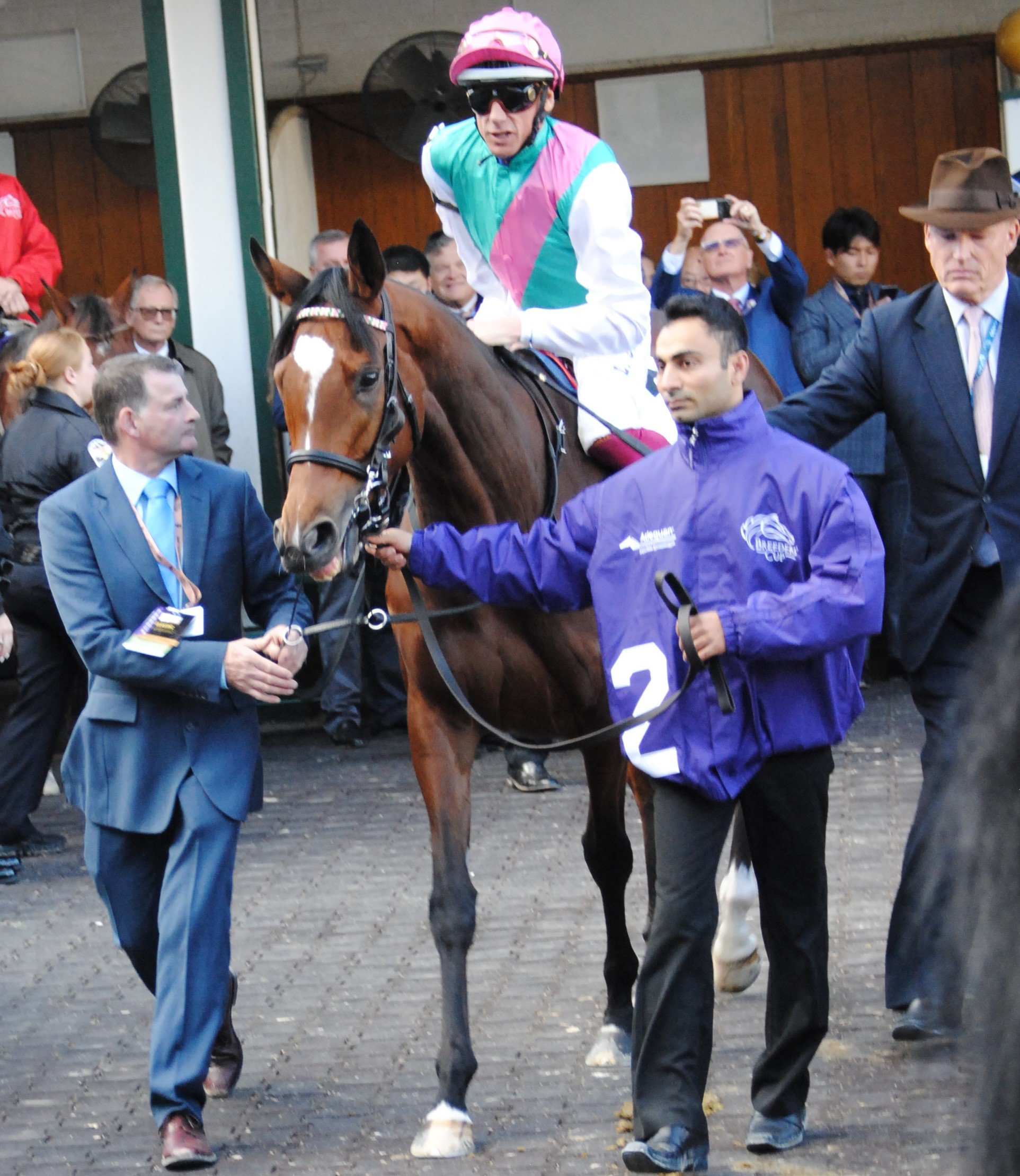
Enable tillsammans med Frankie Dettori och John Gosden innan segern i Breeders' Cup Turf.

Hon fick sedan en månads paus innan hon startade i 2018 års upplaga av Prix de l'Arc de Triomphe där hon försökte bli den åttonde hästen och den första tränade i England att vinna loppet för andra gången. Hon startade som favorit före Sea of Class, Waldgeist och Kew Gardens. Enable övertog ledningen 300 meter från mål, och då hon såg ut att gå undan till en säker seger fick hon press från Sea of Class 100 meter före mål. Enable segrade till slut med en hals.
I hennes sista lopp för säsongen skickades Enable över till USA för att starta i Breeders' Cup Turf på Churchill Downs den 3 november. Vid seger skulle hon bli den första hästen att segra i både Breeders' Cup Turf och Prix de l'Arc de Triomphe under samma år. I loppet blev hon favoritspelad före bland annat Waldgeist, Talismanic och Magical (alla från Europa). Bland de nordamerikanska hästarna som hade någon seriös chans var Robert Bruce och Channel Maker. Under större delen av loppet låg i mitten av fältet, men avancerade på den sista långsidan för att senare överta ledningen på upploppet. På upploppet utmanades hon länge av Magical, riden av Ryan Moore. De två stona gick undan från resten, och vid mållinjen segrade Enable med endast tre fjärdedels längd.
Vid Cartier Racing Awards 2018 blev Enable utsedd till Cartier Champion Older Horse. I 2018 World's Best Racehorse Rankings blev Enable rankad som åtta.

### 2019: Femåringssäsongen
Under 2019 stod Enable över starterna i Coronation Cup vid Epsom and at Royal Ascot innan hon senare startade i Eclipse Stakes vid Sandown Park den 6 juli. Till synes var Magical hennes största hot, men hon startade ändå som favoritspelad. I löpet övertog hon ledningen vid 2 furlongs från Hunting Horn, och höll sedan undan till seger med tre fjärdels längd före Magical. Hon blev det tredje stoet efter Pebbles och Kooyonga som segrade i loppet, samt det första femåriga stoet som segrat.
Tre veckor efter segern i Eclipse Stakes startade Enable i King George VI and Queen Elizabeth Stakes där hon försökte upprepa bedriften från året innan. In i den sista svängen övertog Enable ledningen från Crystal Ocean och segrade till slut med en hals före Waldgeist.
Den 22 augusti fick Enable konkurrens av endast tre hästar (Magical, Lah Ti Dar och högoddsaren South Sea Pearl), då hon försökte ta sin andra seger i Yorkshire Oaks. Hon tog ledningen från starten i löpet och då hon såg att Magical avancerade gick hon undan och segrade med nästan tre längder. Löpet ansågs som uppvärmning innan hennes tredje start i Prix de l'Arc de Triomphe.
Den 6 oktober startade Enable i Prix de l'Arc de Triomphe för tredje gången, och målet var att bli den första häst som segrat tre gånger i löpet. Efter att ha legat på fjärde plats under stor del av löpet, gick hon undan till en syns säker seger, men blev omsprungen av Waldgeist de sista metrarna, och slutade på andra plats.
Den 12 november vid Cartier Racing Awards utsågs Enable till Horse of the Year samt Champion Older Horse för andra gången. Detta var hennes fjärde och femte utmärkelse, vilket hon nu delade rekordet med Frankel. I 2019 World's Best Racehorse Rankings blev Enable rankad som delad etta med både Crystal Ocean och Waldgeist.

### 2020: Sexårssäsongen
Enables första start under 2020 blev i Eclipse Stakes vid Sandown Park den 5 juli, som på grund av omstruktureringen av den brittiska galoppsporten som krävdes av COVID-19-pandemin inte var öppen för treåringar för första gången i dess historia. Hon startade som favoritspelad före Ghaiyyath och Japan trots att Gosden varnat att hon troligtvis behövde loppet och inte hade toppform. Efter att ha legat i mitten av fältet under löpet gick hon ifrån bra under upploppet, men kunde inte hålla emot Ghaiyyath och slutade på andra plats, slagen med två och en kvarts längd.
Då Enable försökte ta en tredje seger i King George VI and Queen Elizabeth Stakes den 25 juli, verkade bara två hästar motsätta sig henne, Japan och Sovereign. Löpet reds i kraftigt regn och utan publik. Hon reds till andra plats bakom Sovereign innan hon avancerades till ledningen för att segra med fem och en halv längd. Frankie Dettori tog då sin sjunde seger i löpet.
Den 5 september 2020 startade Enable i september Stakes för att försöka ta sin andra raka seger i löpet. Eter att ha tappat mark i starten, red Dettori Enable till ledningen som hon behöll under resten av löpet. Hon segrade i löpet med hela sju längder.
Hennes nästa start blev i Prix de l'Arc de Triomphe den 4 oktober 2020, där hon mötte segrarna av Epsom Oaks samt 1000 Guineas, Love och Stradivarius. I loppet slutade hon på sjätte plats.

## Avelskarriär
Den 12 oktober 2020 meddelade Juddmonte att Enable har avslutat sin tävlingskarriär, för att istället vara verksam som avelssto. Hennes första föl var en hingst efter Kingman. Fölet föddes den 11 februari 2022.

## Statistik

### Starter
| #  | Datum            | Lopp                                      | Bana               | Jockey          | Tränare     | Tid     | Plac. | Vinst         |
| -- | ---------------- | ----------------------------------------- | ------------------ | --------------- | ----------- | ------- | ----- | ------------- |
| 1  | 28 november 2016 | Maiden Stakes                             | Newcastle          | Robert Havlin   | John Gosden | 1:38.52 | 1     | 3 000 GBP     |
| 2  | 21 april 2017    | Conditions Stakes                         | Newbury            | William Buick   | John Gosden | 2:07.34 | 3     | 10 000 GBP    |
| 3  | 10 maj 2017      | Cheshire Oaks                             | Chester            | Frankie Dettori | John Gosden | 2:23.80 | 1     | 34 000 GBP    |
| 4  | 2 juni 2017      | Epsom Oaks                                | Epsom              | Frankie Dettori | John Gosden | 2:34.13 | 1     | 284 000 GBP   |
| 5  | 15 juli 2017     | Irish Oaks                                | Curragh Racecourse | Frankie Dettori | John Gosden | 2:32.13 | 1     | 198 000 GBP   |
| 6  | 29 juli 2017     | King George VI and Queen Elizabeth Stakes | Ascot              | Frankie Dettori | John Gosden | 2:36.22 | 1     | 652 000 GBP   |
| 7  | 24 augusti 2017  | Yorkshire Oaks                            | York               | Frankie Dettori | John Gosden | 2:35.79 | 1     | 198 000 GBP   |
| 8  | 1 oktober 2017   | Prix de l'Arc de Triomphe                 | Chantilly          | Frankie Dettori | John Gosden | 2:28.69 | 1     | 2 442 000 GBP |
| 9  | 8 september 2018 | September Stakes                          | Kempton Park       | Frankie Dettori | John Gosden | 2:30.57 | 1     | 40 000 GBP    |
| 10 | 7 oktober 2018   | Prix de l'Arc de Triomphe                 | Longchamp          | Frankie Dettori | John Gosden | 2:29.24 | 1     | 2 528 000 GBP |
| 11 | 3 november 2018  | Breeders' Cup Turf                        | Churchill Downs    | Frankie Dettori | John Gosden | 2:32.65 | 1     | 1 630 000 GBP |
| 12 | 6 juli 2019      | Eclipse Stakes                            | Sandown Park       | Frankie Dettori | John Gosden | 2:04.77 | 1     | 425 000 GBP   |
| 13 | 27 juli 2019     | King George VI and Queen Elizabeth Stakes | Ascot              | Frankie Dettori | John Gosden | 2:32.42 | 1     | 708 000 GBP   |
| 14 | 22 augusti 2019  | Yorkshire Oaks                            | York               | Frankie Dettori | John Gosden | 2:29.90 | 1     | 241 000 GBP   |
| 15 | 6 oktober 2019   | Prix de l'Arc de Triomphe                 | Longchamp          | Frankie Dettori | John Gosden | 2:31.97 | 2     | 2 573 000 GBP |
| 16 | 5 juli 2020      | Eclipse Stakes                            | Sandown Park       | Frankie Dettori | John Gosden | 2:04.48 | 2     | 141 000 GBP   |
| 17 | 25 juli 2020     | King George VI and Queen Elizabeth Stakes | Ascot              | Frankie Dettori | John Gosden | 2:28.92 | 1     | 226 000 GBP   |
| 18 | 5 september 2020 | September Stakes                          | Kempton Park       | Frankie Dettori | John Gosden | 2:30.33 | 1     | 31 000 GBP    |
| 19 | 4 oktober 2020   | Prix de l'Arc de Triomphe                 | Longchamp          | Frankie Dettori | John Gosden | 2:39.30 | 6     | 1 452 GBP     |

## Stamtavla
| Efter Nathaniel 2008  | Galileo 1998            | Sadler's Wells  | Northern Dancer |
| Efter Nathaniel 2008  | Galileo 1998            | Sadler's Wells  | Fairy Bridge    |
| Efter Nathaniel 2008  | Galileo 1998            | Urban Sea       | Miswaki         |
| Efter Nathaniel 2008  | Galileo 1998            | Urban Sea       | Allegretta      |
| Efter Nathaniel 2008  | Magnificient Style 1993 | Silver Hawk     | Roberto         |
| Efter Nathaniel 2008  | Magnificient Style 1993 | Silver Hawk     | Gris Vitesse    |
| Efter Nathaniel 2008  | Magnificient Style 1993 | Mia Karina      | Icecapade       |
| Efter Nathaniel 2008  | Magnificient Style 1993 | Mia Karina      | Basin           |
| Undan Concentric 2004 | Sadler's Wells 1981     | Northern Dancer | Nearctic        |
| Undan Concentric 2004 | Sadler's Wells 1981     | Northern Dancer | Natalma         |
| Undan Concentric 2004 | Sadler's Wells 1981     | Fairy Bridge    | Bold Reason     |
| Undan Concentric 2004 | Sadler's Wells 1981     | Fairy Bridge    | Special         |
| Undan Concentric 2004 | Apogee 1990             | Shirley Heights | Mill Reef       |
| Undan Concentric 2004 | Apogee 1990             | Shirley Heights | Hardiemma       |
| Undan Concentric 2004 | Apogee 1990             | Bourbon Girl    | Ile de Bourbon  |
| Undan Concentric 2004 | Apogee 1990             | Bourbon Girl    | Fleet Girl      |